# Доляни (район Левоча)
Доляни (словац. Doľany) — село и одноимённая община в районе Левоча Прешовского края Словакии. В письменных источниках начинает упоминаться с 1314 года.

## География
Село расположено в юго-западной части края, на южном склоне горного массива Левочске-Врхи, при автодороге 3206. Абсолютная высота — 555 метров над уровнем моря. Площадь муниципалитета составляет 3,67 км².

## Население
| Год:                | 1994 | 2004     | 2014     | 2024     |
| ------------------- | ---- | -------- | -------- | -------- |
| Количество человек: | 274  | 430      | 655      | 901      |
| Разница:            |      | +56,93 % | +52,32 % | +37,55 % |

По данным последней официальной переписи 2021 года, численность населения Долян составляла 779 человек.
Национальный состав населения (по данным переписи населения 2011 года):
| Национальность | Численность, человек |
| -------------- | -------------------- |
| цыгане         | 329                  |
| словаки        | 211                  |
| чехи           | 2                    |
| не указана     | 40                   |

По данным переписи 2021 года, в конфессиональном составе населения преобладали католики (91,7 %).